# Cirque d'Été
Le Cirque d’Été — également appelé Cirque-Olympique des Champs-Élysées, Cirque-National puis Cirque de l'Impératrice — est une salle parisienne édifiée en 1841 au carré Marigny par l'architecte Jacques Hittorff et aujourd’hui disparue.

## Histoire

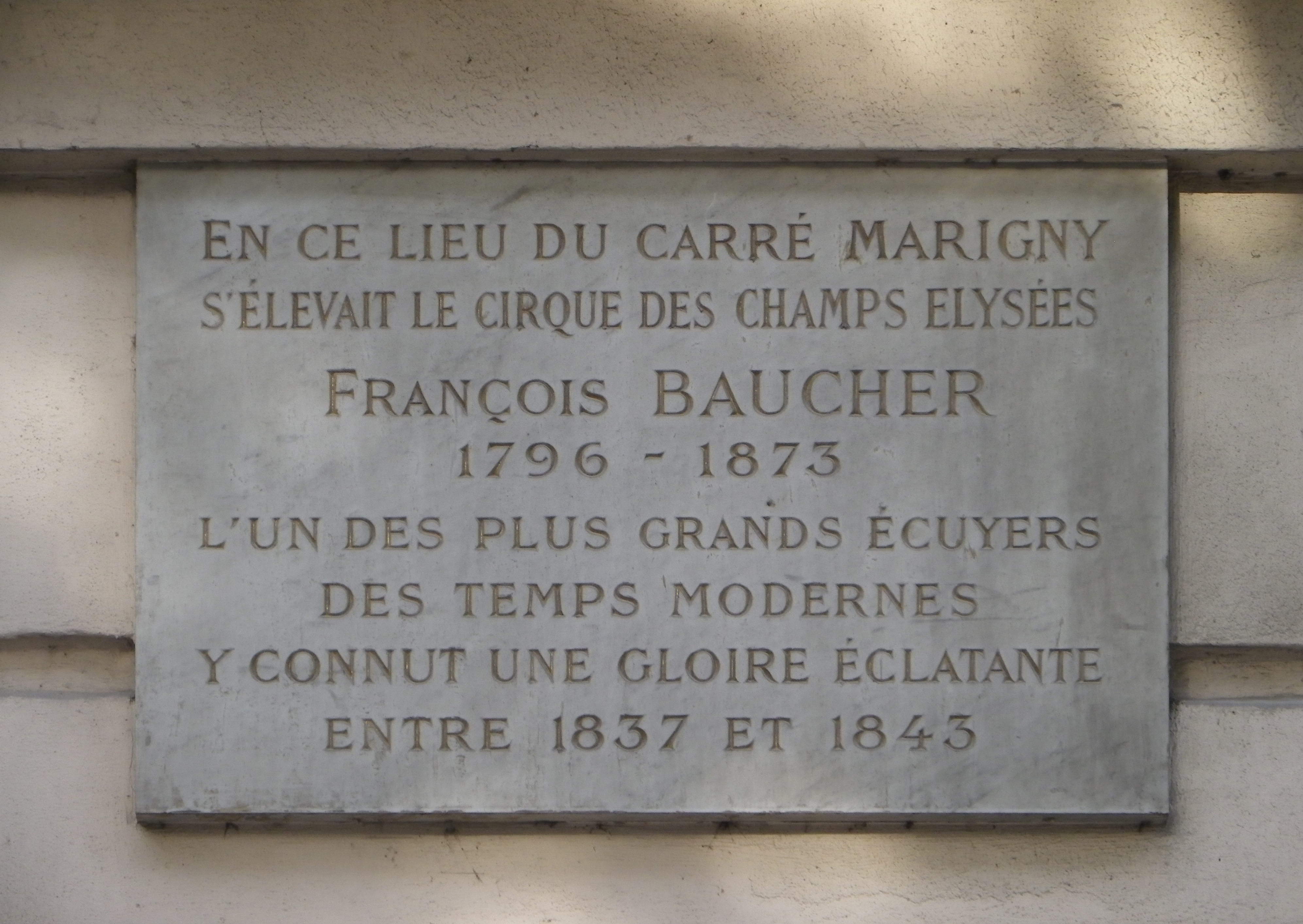
Plaque rappelant l'emplacement du Cirque d'Été et en hommage à François Baucher sur la façade du théâtre Marigny.

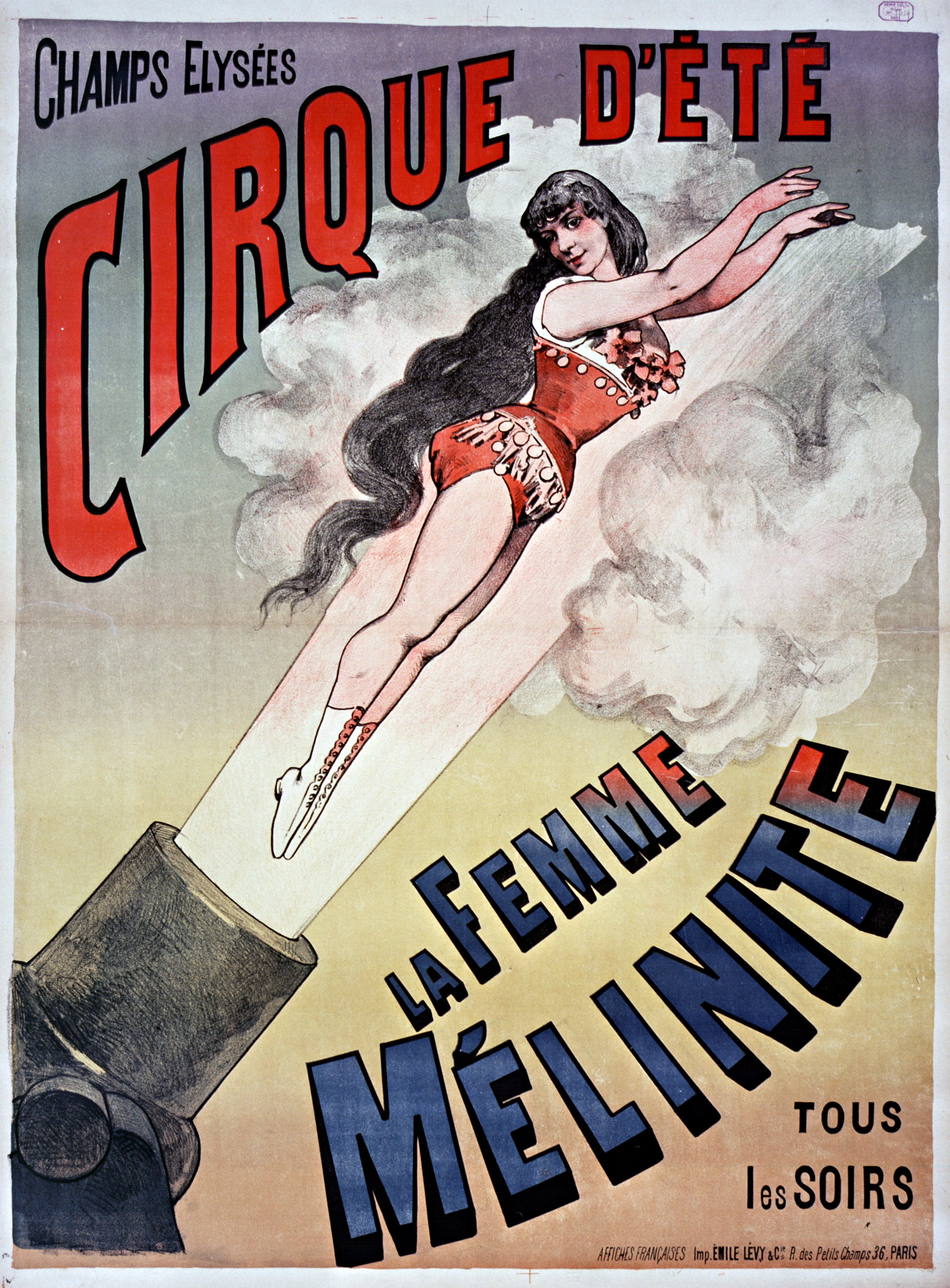
Affiche du Cirque d'Été pour La Femme Mélinite (1887).

D’abord simple cirque de planches et de toile installé par Adolphe Franconi, petit-fils du créateur du Cirque-Olympique, en 1835 le long de l'avenue des Champs-Élysées, le Cirque d'Été (également appelé Cirque Olympique des Champs-Élysées en référence à celui du boulevard du Temple) est remplacé en 1841, sous la direction de Louis Dejean, par un vaste édifice en meulière de 6 000 places[réf. nécessaire], construit sur les plans de Jacques Hittorff et magnifiquement décoré par Bosio, Duret et Pradier.
Pendant du Théâtre du Cirque Olympique ouvert uniquement durant la saison d'hiver, le Cirque des Champs-Elysées présente son spectacle du 1er mai au 1er septembre, d'où son nom de Cirque d'Eté. La condition de son ouverture est fondée sur la suppression de la scène, limitant l'espace de spectacle à la piste centrale. En 1852, afin que les artistes puissent se produire à l'année sur la piste, le Cirque d'Hiver est édifié selon le même principe limité à la piste, ce qui influence également l'architecture en rotonde de Hittorff, à nouveau sollicité. L’acoustique du Cirque d'Eté était si bonne qu'Hector Berlioz y donne une série de concerts en 1845. En 1847, les spectateurs payaient 2 francs au pourtour et 1 franc à l’amphithéâtre.
Devenu un temps Cirque National, il connut son apogée durant le Second Empire sous le nom de Cirque de l’Impératrice à partir de 1853 (le Cirque d’Hiver devenant quant à lui le cirque Napoléon). Sa grande attraction fut longtemps le clown Jean-Baptiste Auriol. Caroline Otero et Émilienne d'Alençon y firent leurs débuts.
Son succès se prolonge jusque dans les années 1880. Le Tout-Paris s'y précipitait le samedi, jour réputé chic.
Petit à petit délaissé par le public après l’Exposition universelle de Paris de 1889, il est démoli vers 1900, laissant son nom à la rue du Cirque.